# كلايتون فروتشن
كلايتون فروتشن (بالإنجليزية: Clayton Fortune)‏ هو لاعب كرة قدم بريطاني، ولد في 10 نوفمبر 1982 في فورست غيت ‏ في المملكة المتحدة. لعب مع بورت فايل وتوتنهام هوتسبير ودارلينجتون إف سى وروشدين ودايموندز ونادي ألدرشوت تاون ونادي بريستول سيتي ونادي ليتون أورينت.

## وصلات خارجية
- كلايتون فروتشن على موقع قاعدة بيانات كرة القدم.إي يو (الإنجليزية)
- كلايتون فروتشن على موقع Soccerbase.com (لاعب) (الإنجليزية)
- كلايتون فروتشن على موقع Soccerway.com (الإنجليزية)